# 公民选择
公民选择（西班牙語：Opción Ciudadana）是哥伦比亚的一个政党，于2009年11月9日在前公民融合全国大会上成立。2013年，该党再次更名为公民选择。

## 历史

### 成立
该党最早由路易斯·阿尔贝托·吉尔·科罗拉多（前M-19游击队成员）以公民融合（Convergencia Ciudadana）的名称创立于1997年。2002年，它决定帮助阿尔瓦罗·乌里韦总统的政府，但不参与其中。在这段时间里，由于与准军事部队有联系，它受到了其他乌里韦主义组织的拒绝。

### 国家整合党
该党随后于2009年11月更名为国家整合党（Partido de Integración Nacional），旨在参加2010年的选举。
这与哥伦比亚准政治组织丑闻有关，在这起丑闻中，哥伦比亚准军事组织被发现影响了哥伦比亚政治，并被认为是被禁止的全国民主联盟的“转世”，以及其他政党，包括哥伦比亚万岁和公民融合党。被监禁的参议员路易斯·阿尔贝托·吉尔据说对该党有重大影响。在该党的候选人中，有许多与极右民兵和犯罪团伙有联系的政界人士的亲朋好友。2010年的国会选举之后，该党在参议院102个席位中占有9席，在众议院166个席位中占有11席。

### 公民选择
该党在2013年再次改名为公民选择，为2014年的选举扫清该党的形象。此次选举中该党在参议院取得5席，众议院取得6席。2015年3月，他们正式被接纳为执政的民族团结联盟的一部分。